# 320-е годы до н. э.
320-е (три́ста двадца́тые) го́ды до на́шей э́ры по пролептическому юлианскому календарю — промежуток времени с 1 января 329 года до н. э. по 31 декабря 320 года до н. э., включающий с 329 по 321 годы 8-го десятилетия  и 320 год 9-го десятилетия IV века 1-го тысячелетия до н. э. Им предшествовали 330-е годы до н. э., за ними следовали 310-е годы до н. э. Они закончились 2345 лет назад.

## Важнейшие события

### 330 до н. э.
- 330 (Т.Ливий. История… М.,1989-93, т.1, с.383-384) — Консулы Луций Папирий Красс (2-й раз) (патриций) и Луций Плавтий Веннон (плебей).
- 330 — Война с привернатами.
- 330/29 — Афинский архонт-эпоним Аристофон.
- 330 — Эсхин, «Против Ктесифонта».
- 330 — Эсхин обвиняет Ктесифона. Речь Демосфена в защиту Ктесифона. На Эсхина (389—314) наложен огромный штраф, он уехал на Родос.
- 330 — Начало года — Хранитель царской казны Тиридат сдаёт Александру Персеполь. Захват огромной добычи. Сожжение дворца персидских царей в Персеполе. 4 месяца Александр провёл в Персеполе. Весна — Поход в Мидию, занятие Экбатан. Александр отпускает на родину многих греческих союзников и фессалийцев.
- 330 — Лето — Восточные сатрапы убивают Дария. Сатрап Бактрии Бесс провозглашает себя Артаксерксом IV. Александр переходит через горы Эльбрус и занимает Задракарты в Гиркании. Разгром мардов. Греческие наёмники Дария капитулируют. Поход Александра в Парфию и Арейю. Сатрап Арейи Сатибарзан подчиняется Александру. Когда македонцы направляются в Бактрию, он вновь восстаёт. Александр возвращается и подавляет восстание. Резня в Ариане. Основание Александрии Арианской (Герат). Александр в Дрангиане, в Фарахе. Заговор Филоты, сына Пармениона. Казнь Филоты и Пармениона.
- 330—322 — Царь Каппадокии Ариарат I.

### 329 до н. э.
- 329 (Т.Ливий. История… М.,1989-93, т.1, с.384-386) — Консулы Луций Эмилий Мамерцин Приверна (патриций) и Гай Плавтий Дециан (плебей). Вступили в должность 1.7.
- 329 — Триумф Г.Плавтия за победу над привернатами.
- 329/8 — Афинский архонт-эпоним Кефистофон.
- 329 — Зима — Александр Македонский, преследуя Бесса, прошёл вверх по долине Гильменда через Арахосию в страну парапамисатов, где основал Александрию Кавказскую. Александр вступает в Бактрию и через Гиндукуш спустился в долину Окса (Амударьи). Бесс свергнут согдианином Спитаменом. Бесс, опустошив страну, отступил за реку. Птолемей захватывает его в плен. Бесс отослан в Экбатаны и казнён.
- 329 — Из Мараканд Александр прошёл к Кирополю и реке Яксарт. Победа над скифами в битве на Яксарте. Основание Александром на берегу Яксарта (Сырдарьи) Александрии Эсхаты (Ходжент). Македоняне встречают сильное сопротивление в районе Курешаты. Согдийцы и саки истребляют двухтысячный отряд македонцев. Против македонцев выступают дахи и массагеты.

### 328 до н. э.
- 328 (Т.Ливий. История… М.,1989-93, т.1, с.386) — Консулы Публий Плавтий Прокул (плебей) и Публий Корнелий Скапула (патриций).
- 328/7 — Афинский архонт-эпоним Эвтикрит.
- 328-25 — Аристотель, «Афинская полития».
- 328 — Зима — Александр в Бактрах. К нему приезжают послы от царя «скифов» и царь Хорезма Фарасман. Борьба Александра с согдийским правителем Спитаменом. Взятие Газы. Осень — Победа над Спитаменом. Союзники Спитамена массагеты убивают его. Александр в Мараканде. Конец года — Взятие крепости согдийского вельможи Оксиарта. Женитьба Александра и дочери Оксиарта Роксаны.
- 328—299 — Правитель Чу Хуай-ван.

### 327 до н. э.
- 327 (Т.Ливий. История… М.,1989-93, т.1, с.386-388) — Консулы Луций Корнелий Лентул (патриций) и Квинт Публилий Филон (2-й раз) (плебей). Плебейский трибун Марк Флавий. Диктатор (№ 45) для выборов Марк Клавдий Марцелл, начальник конницы Спурий Постумий.
- 327 — Римляне готовились овладеть греческим Неаполем. Самниты заняли его своим гарнизоном. Римляне объявили Неаполю войну.
- 327/6 — Афинский архонт-эпоним Гегемон.
- 327 — В Мараканде на пиру Александр убивает Клита. Подавление заговора пажей, о котором Птолемей узнал от Эврилоха, сына Арсея. Казнь Каллисфена. Июнь — Александр выступил из Бактрии и направился в Индию. Армия перешла через Гиндукуш. Борьба с местными племенами. Взятие крепости Аорн.

### 326 до н. э.
- 326 (Т.Ливий. История… М.,1989-93, т.1, с.388-392) — 14-й интеррекс Луций Эмилий. Консулы Гай Петелий Либон Визол (плебей) и Луций Папирий Курсор (патриций) (вариант Т.Ливия — Папирий Мугилан). Кв. Публилий объявлен проконсулом. Военный трибун Луций Квинкций.
- 326 — Захват римлянами Кв. Публилия Неаполя. Вольтурна, Нуцерия, Геркуланум поддались римлянам. Триумф Публилия (первый триумф проконсула).
- 326—304 — Вторая Самнитская война.
- 326 — Пятый лектистерний в Риме. Закон Петелия в Риме. Запрещение продажи в рабство за долги.
- 326/5 — Афинский архонт-эпоним Хрем.
- 326 — Аристотель, «Политика».
- 326 — Весна — Переправа через Инд, вторжение в Пенджаб. Правитель города Таксила вступает в союз с Александром. Июнь — Победа Александра над царём Пором в битве у Гидаспа. Основание Никеи и Букефалии. Встреча Александра с Чандрагуптой, бежавшим от царя Магадхи Дхана Нанды. Поход к реке Гифасису. Из-за недовольства в войсках Александр вынужден повернуть назад.

- 320-е годы — Захват царством Цинь земель Вэй к западу от Хуанхэ. Форсирование Хуанхэ. Нападения на земли Вэй, Чжао и Хань.

### 325 до н. э.
- 325 (Т.Ливий. История… М.,1989-93, т.1, с.392-401) — Консулы Луций Фурий Камилл (2-й раз) (патриций) и Децим Юний Брут Сцева (плебей) (у Т.Ливия опечатка — Юлий Брут). Диктатор (№ 46) Луций Папирий Курсор, начальник конницы Квинт Фабий Максим Руллиан.
- 325 — Победа Кв. Фабия над самнитами при Имбринии. Процесс Кв. Фабия.
- 325/4 — Афинский архонт-эпоним Антикл.
- 325 — На Гифасисе Александр воздвиг 12 алтарей, посвящённых олимпийским богам, а на Гидаспе построил флот. Поход Александра на юг. Основание Александрии Опианы у слияния Чинаба с Индом. Войско преодолевает сопротивление племён, живших у слияния Акесина и Гидаспа. Кровавый штурм города маллов близ реки Гидраот. Войско прибывает в город Паталу в дельте Инда. Сентябрь — Флот во главе с Неархом отправляется в Персидский залив. Часть армии Кратера идёт через Арахосию и Дрангиану, Александр направляется через Гедросию. Тяжёлый переход через пустыню. Встреча в Кармании с Кратером и флотом Неарха.
- январь — Штурм города маллов Александром Македонским
- Ок.325 (Вторая половина IV века) — Путешествие Пифея из Массалии. Он отплыл из Массалии вдоль испанского берега, в Гибралтарский пролив, вдоль побережья Испании и Франции, высадился в Корнуолле. Из Британии Пифей плавал в Туле (С Норвегия). Плавание вокруг Британии, затем вдоль германского и балтийского берега. Возвращение в Массалию.

### 324 до н. э.
- 324 (Т.Ливий. История… М.,1989-93, т.1, с.402) — «Год диктатора» по фастам. Диктатор (№ 47) Луций Папирий Курсор, начальник конницы Квинт Фабий Максим Руллиан. Легат Марк Валерий. Префект города Луций Папирий Красс.
- 324 — Триумф Л. П. Курсора.
- 324/3 — Афинский архонт-эпоним Гегесий.
- 324 — Главный казначей Гарпал бежит в Грецию. 10 тысяч македонян отправлены на родину. Александр направил в Македонию Кратера, а Антипатру велел ехать в Азию, но приехал лишь Кассандр.
- 324, сентябрь — В Олимпии провозглашён декрет, предписывающий всем городам Греческого союза вернуть изгнанников и их семьи (кроме фиванцев). Демосфен обвинён в получении взятки от Гарпала.
- 324 — Александр отправляется в Пасаргады, Персеполь. Главный казначей Гарпал бежит в Грецию. Весна — Возвращение в Сузы. Возвращение в Вавилон. Празднества в Сузах. Свадьба 80 военачальников на персиянках. Александр женился на дочери Дария Статире и дочери Оха Парисатиде, Птолемей — на Артакаме, дочери Артабаза, Селевк — на Апаме, дочери Спитамена Бактрийского. 10 тысяч македонян отправлены на родину. Александр направил в Македонию Кратера, а Антипатру велел ехать в Азию, но приехал лишь Кассандр. Осень — Смерть Гефестиона в Экбатанах. Торжественные похороны. Зима — Карательная экспедиция Александра против коссеев в горах Луристана.
- 324, сентябрь — В Олимпии провозглашён декрет, предписывающий всем городам Греческого союза вернуть изгнанников и их семьи (кроме фиванцев).
- 324 — Изгнание македонян из Пенджаба. Поход Чандрагупты на Магадху. Свержение Дхана Нанды.
- 324—187 (321—185) — Династия Маурья в Магадхе.
- 324—298 — Царь Магадхи Чандрагупта. Первый министр Каутилья (Чанакья).

### 323 до н. э.
- 323 (Т.Ливий. История… М.,1989-93, т.1, с.401-402) — Консулы Гай Сульпиций Лонг (патриций) и Квинт Авлий Церретан (плебей) (по Т.Ливию — Кв. Эмилий Церретин, вариант Т.Ливия: Кв. Аврелий). Плебейский трибун Марк Флавий.
- 323 — Суд над тускуланцами, они оправданы.
- 323/2 — Афинский архонт-эпоним Кефисодор.
- 323 — Весна — Александр участвует в экспедиции к устью Евфрата. Основание Александрии в устье Тигра. Экспедиции в Аравию. В Вавилоне идёт подготовка к походу через Персидский залив. Прибывают войска из Карии и Лидии. Болезнь Александра. 13.6 — Смерть Александра Великого.
- После смерти Александра Македонского, правителями его империи становятся его брат Филипп III и младенец-сын Александр IV. Фактически, власть оказывается в руках Пердикки.
- 323 — Середина июля — Совет диадохов. После длительных споров царём объявлен слабоумный Филипп-Арридей, сводный брат Александра. Власть в Македонии, Фракии и Элладе получает Антипатр (397—319) — верховный стратег Европы. Верховный стратег Азии — Пердикка. Антигон получает Великую Фригию, Вифинию, Памфилию и Ликию, Эвмен — Пафлагонию и Каппадокию, Птолемей Лаг — Египет и Палестину, Лисимах — Фракию и Ионию. Селевк поставлен верховным начальником над лагерями и конницей гетайров.
- 323—317 — Царь Македонии Филипп III Арридей.
- 323 — Роксана с помощью Пердикки организует убийство Статиры. Август — Рождение Александра, сына Александра и Роксаны. Фактическим правителем Азии при Филиппе III и Александре делается Пердикка.
- 323 — Восстание эллинов-колонистов в Средней Азии, не желавших служить. Они бросают колонии и движутся на запад. Пердикке удаётся обезоружить и уничтожить их.
- 323 — Восстание в Элладе. Начало Ламийской войны. Неудача Антипатра в сражении при Гераклее. Демосфен возвращается в Афины. Аристотель уезжает в Халкиду.
- 323 — Лисимах воевал с царём Сеуфом, но несмотря на кровопролитное сражение, исход войны остался неясен.
- 323 — Экспедиции македонян в Аравию.
- 323 — Птолемей убил назначенного ему в помощники Клеомена из Навкратиса (руководившего строительством Александрии), считая его сторонником Пердикки. Птолемей присоединил Киренаиду к своим владениям.
- 323, 13.6 — Смерть в Коринфе философа Диогена из Синопы (414—323).
- 323 — Аристотель уезжает в Халкиду.
- 323—287 — Руководитель Лицея в Афинах Теофраст (ок.372-287).

### 322 до н. э.
- 322 (Т.Ливий. История… М.,1989-93, т.1, с.402-405) — Консулы Квинт Фабий Максим Руллиан (патриций) и Луций Фульвий Курв (плебей). Диктатор (№ 48) Авл Корнелий Косс Арвина, начальник конницы Марк Фабий Амбуст. Претор Луций Плавтий.
- 322 — Крупная победа над самнитами. Самниты просили мира, но их просьба была отвергнута. Триумф А. К. Арвина. (по версии Т.Ливия, триумф праздновали оба консула).
- 322/1 — Афинский архонт-эпоним Филокл.
- 322 — Победа Антипатра в сражении при Кранноне. Капитуляция греческих городов. Гибель Гиперида. Афиняне приговорили патриотов, в том числе Демосфена, к смерти. Демосфен бежал на остров Калаурия. Самоубийство Демосфена. Смерть Аристотеля.
- 322 — Антигон отправляется в Македонию и рассказывает Антипатру о плане Пердикки жениться на Клеопатре, сестре Александра. Антипатр заключил мир с этолийцами. Антигон, Кратер, Антипатр и Птолемей заключили союз против Пердикки и Эвмена.
- 322 — Возникновение самостоятельного царства в Малой Армении со столицей в Ани-Самах.
- 322 — Прах Александра Великого перевезён в Египет. Птолемей с почтением встретил его в Сирии и устроил пышные похороны в Мемфисе.
- 322 — Менандр, «Эфебы».

### 321 до н. э.
- 321 (Т.Ливий. История… М.,1989-93, т.1, с.406-413) — Консулы Тит Ветурий Кальвин (плебей) и Спурий Постумий Альбин Кавдин (патриций). Легат Луций Корнелий Лентул. Диктатор (№ 49) Квинт Фабий Амбуст, начальник конницы Луций Валерий Флакк. Диктатор (№ 50) Марк Эмилий Пап. Интеррексы Квинт Фабий Максим, затем Марк Валерий Корв.
- 321 — Римское войско во главе с двумя консулами двинулось на выручку крепости, якобы осаждённой самнитами, попадает в ловушку в Кавдинском ущелье и капитулирует. Военачальник самнитов Гавий Понтий согласился отпустить армию, за что консулы от имени Рима уступали несколько округов, армия должна была выдать оружие, пройти под виселицей и оставить 600 всадников в заложниках.
- 321/0 — Афинский архонт-эпоним Архипп.
- 321 — Войска Пердикки подошли к Нилу и стали около Пелусия. Пердикка осадил Птолемея в крепости. Её неудачный штурм. Неудачная попытка переправы через Нил. Пердикка убит заговорщиками во главе с Пифоном. Эвмен в Малой Азии разгромил войско Кратера, Кратер погиб. Полководец Птолемея Никанор завоевал Сирию и Финикию, взяв в плен сатрапа Лаомедонта, а также взял Иерусалим.
- 321 — Совещание диадохов в Трипарадейсе в Сирии. Арридей направлен в Македонию, а его попечителем назначен сначала Пифон, а затем Антипатр. Антигон получил в управление Сузиану и провозглашён главным военачальником. Селевк получает Вавилонию. Антигон прибыл в Каппадокию и встретил Эвмена при Оркиниях. В разгар битвы на сторону Антигона перешёл Аполлонид со всей конницей. Эвмен был разбит и укрылся в Норах. Антигон начал осаду Нор.